# Plumaugat
 Plumaugat  (en bretón Pluvaelgad) es una población y comuna francesa, situada en la región de Bretaña, departamento de Côtes-d'Armor, en el distrito de Dinan y cantón de Caulnes.

## Demografía
| 1655 | 1518 | 1357 | 1229 | 1126 | 1004 |
| Para los censos de 1962 a 1999 la población legal corresponde a la población sin duplicidades (Fuente: INSEE [Consultar]) |      |      |      |      |      |